# ミネルバの剣士
『ミネルバの剣士』は、DR.POCHIが企画・原作、ALL PRODUCTSが発売元、バンダイビジュアルが販売元をそれぞれ担当して製作されたR指定のOVA作品。1995年に第1巻が発売された。全5巻。
ファイブウェイズから1999年に発売が開始された成人指定版DVDは局部描写を書き加え、全5巻で再リリース予定だったが、第2巻まで発売されたところで打ち切りとなった。

## 作品概要
当初は購買層の拡大を狙う意味から18禁アニメではなく、15禁アニメとして制作された。後に別の作画スタッフによって18禁描写を描き足されたものが18禁バージョンとして第2巻まで発売された。また、15禁バージョンの第1、2巻では、スタッフや声優が多数実名（一般向けの作品で使用している名前）でクレジットされている。
18禁西洋風ファンタジー世界がモチーフ。魔法などの描写はないが、ドラゴンなど架空の生物が生息する世界である。

## ストーリー
第1巻・邂逅の章
小国であるドリア国の王女ディアナは、政情不安な国の安定のため政略結婚を強いられていた。周辺遊牧民との安定に尽力していた家臣も政争に巻き込まれドリア王は支持を失いつつあり、強国クプタにも外圧をかけられていたのである。
グプタのデュナン王子との結婚が近づく中、ディアナは幼馴染ショウと遊んだ思い出を胸に城を抜け出す。しかし、世間知らずの箱入り娘がやすやすと生きていけるほど状況は甘くなかった。ドリア国との盟友関係が絶たれた遊牧民は略奪や人身売買で糊口をしのいでいた。彼等に捕まったディアナは全裸で拘束され衆人環視の中鞭を受け尋問を受ける。
第2巻・黎明の章
結婚を袖にされたグプタの王子、デュナンは侍女を残虐な方法で嬲りついには殺してしまう。実はデュナンは嗜虐嗜好を持つ性的倒錯者であった。彼はなんとしてでもディアナを蹂躙せんと、国中を捜索する。
一方ショウの奴隷となったディアナは奴隷装束のまま旅を続ける。本来なら身分違いの二人であったが、ディアナが奴隷に扮している間は一緒にいられる。つかの間の奇妙な幸せに浸る二人だったが、デュナンの追っ手によりディアナがさらわれてしまった。ディアナは城で偏執的な責めを受けるのだった。
第3巻・羽化の章

第4巻・風雲の章

第5巻・払暁の章

## 登場人物
ショウ
声 - 子安武人
本作の主人公。父がドリア国の親衛隊長だったが、王の疑心暗鬼から謀反の疑いをかけられ国を追われる。ディアナとは幼馴染。剣術にすぐれ、正義感の強い美少年。たまたま出会った遊牧民のキャラバンに客分として迎えられ、入手したばかりの奴隷を贈られる。それがディアナだったため、相思相愛の二人は想いを遂げた。ディアナが王女と知っているのでなんとか城に戻そうとするが、奴隷でありたいと願うディアナの願いに負けて奴隷としてディアナをつれまわした。
ディアナ
声 - 根谷美智子
本作のヒロインで、ドリア国の王女。長髪をポニーテールに結んだ快活な少女。ショウは幼馴染であり初恋の相手。意に染まない政略結婚から逃げ出した先で少女奴隷を助けようとして遊牧民に捕らえられる。剣術、格闘術を心得ているがある程度の腕でしかない。性格は男勝りのお転婆だが、性的なことに関してはオクテでショウに会うまで処女だった。遊牧民に捕らえられ衆人環視の鞭打ちに音を上げ、奴隷となることを誓う。偶然にも奴隷として初めて所有された相手がショウだったため、そのままショウの奴隷となる。
デュナン
声 - 中原茂
長髪の美青年。強国クプタの王子でありディアナの結婚相手であったが、彼女の脱走によりメンツをつぶされる。強国の立場を利用してドリア国でも我が物顔にふるまった。相手が死んでしまうほど責め立てるサディストであり、ディアナとの政略結婚もその目的を果たすためだったらしい。強国クプタでもかなり危険な人物であったらしく、彼の死後クプタと周辺国の情勢が変化している。
テオ
声 - 長嶝高士
遊牧部族の長、後はドリア国の新王になる。
フィナ
声 - 小島悠理
ドリア国の外れで奴隷に売られそうになっていた少女。男装のディアナに救われる。しかし、彼女を救ったことでディアナは奴隷業者であった遊牧民と戦い、捕らわれの身となった。
ヒルダ
声 - 安藤ありさ
遊牧民に囲われている女奴隷。ベテランの奴隷であり、性的に未熟なディアナに奴隷としての嗜みをディアナにレクチャーした。
ケイト
声 - かないみか
遊牧民に囲われている女奴隷。ヒルダとともにディアナのレクチャーに参加。
パトリス
声 - 岡本麻弥
第3巻の登場人物。パトリス家のお嬢様。
カイル
第3巻の登場人物。パトリス家に勤める使用人。パトリスに好意を持っている。
ヤジル
第3巻の登場人物。パトリスの叔父。パトリス家の遺産を狙っている。
イミル
第4巻からの登場人物。ドリア国新王テオの顧問官。
シエラ
第4巻からの登場人物。サース評議会議長セネカの女奴隷。ある事情で一時ディアナの奴隷となったが、最後はセネカの元に帰った。
ガイウス
第4巻からの登場人物。クプタ国の国王。デュナンの父。
ハンナ
第4巻からの登場人物。クプタ国の女剣士。

## スタッフ
- 企画・原作 - Dr.POCHI
- 監督 - 岡尾貴洋（第1巻）、関田修（第2〜5巻）
- キャラクターデザイン - 和田崇
- 美術監督 - 本田修（第1巻、第3〜5巻）、廣瀬義憲（第2巻）
- 撮影監督 - 笹野進一（第1巻）、大瀧勝之（第2巻）、森一（第3〜5巻）
- 音響監督 - 松浦典良（第1〜2巻）、藤山房伸（第3〜5巻）
- カラーデザイン - 岡久美子（スタジオトイズ）（第1巻）
- 特殊効果 - 阿部郷（グレル工房）（第1〜3巻）
- 編集 - JAY FILM（第1巻）、辺見俊夫（第1巻）、船見康恵（第1巻）、西出栄子（第2巻）、堀江編集室（第3〜5巻）
- タイトル - マキ・プロ（第1巻、3〜4巻）、小谷野博（第2巻）
- 現像 - 東京現像所
- 音楽プロデューサー - 岩田靖弘（第3〜5巻）
- 音楽 - 槌田靖識（第1〜5巻）、山中紀昌（第4〜5巻）
- 音響制作 - 現（第1〜2巻）、神南スタジオ（第3〜5巻）
- 担当 - 高橋秀雄（第3〜5巻）
- 効果 - 神保大介（第1〜2巻）、佐々木純一（アニメサウンドプロダクション）（第3〜5巻）
- 録音 - 丸山光義（第1〜2巻）
- 調整 - 秦昌二（東京テレビセンター）（第5巻）
- 録音スタジオ - GEN（第1〜2巻）、スタジオエコー（第3〜4巻）、神南スタジオ（第3〜5巻）、東京テレビセンター（第5巻）
- 制作プロデューサー補（第2〜4巻）→制作プロデューサー（第5巻） - 山﨑南海子（第2巻）、堀江敏明（第3〜4巻）
- 制作担当 - 八木充夫（第2巻）、渡辺秀信（第2巻）、佐藤孝（第3〜4巻）
- 制作進行 - 小の島寛（第1巻）、田中和平（第2巻）、金本佳大（第2巻）松井崇晃（第3〜4巻）、前田孝（第3巻、第5巻）、丸野彰（第4巻）
- プロデューサー - 高橋聞多（第1巻）、川崎とも子（第1〜5巻）、佐藤秀和（第2巻）
- 制作 - ピカレスク（第1〜3巻）、J.C.STAFF
- 制作協力 - アートランド（第2巻）、ノーサイド（第3〜5巻）
- 製作 - ALL PRODUCTS
- 著作権表記 - ©1994 Dr.POCHI／ミネルバプロジェクト（第1巻）→© Dr.POCHI／ミネルバプロジェクト（第2巻）→©Dr.POCHI／ミネルバ プロジェクト（第3〜5巻）

## 主題歌
オープニングテーマ「月夜」
作詞 - 上田彩夏 / 作曲・編曲・演奏 - フェビアン・レザ・バネ / 歌 - 上田浩恵
エンディングテーマ「花の影」
作詞 - 上田浩恵 / 作曲・編曲・演奏 - フェビアン・レザ・バネ / 歌 - 上田浩恵

## 各話リスト
| 話数  | サブタイトル | 脚本     | 絵コンテ | 演出     | 作画監督 | 発売日         |
| ----- | ------------ | -------- | -------- | -------- | -------- | -------------- |
| 第1巻 | 邂逅の章     | 岸野裕司 | ？？？   | 日下直義 | 広田正志 | 1994年10月17日 |
| 第2巻 | 黎明の章     | 富田祐弘 | 関田修   | ？？？   | 白井伸明 | 1995年9月25日  |
| 第3巻 | 羽化の章     | 富田祐弘 | ？？？   | ？？？   | 和田崇   | 1996年7月21日  |
| 第4巻 | 風雲の章     | 富田祐弘 | 矢崎茂   | 矢崎茂   | 工藤柾輝 | 1996年10月21日 |
| 第5巻 | 払暁の章     | 富田祐弘 | 矢崎茂   | 矢崎茂   | 藤井満   | 1996年12月18日 |